# 伊迪斯倫內地

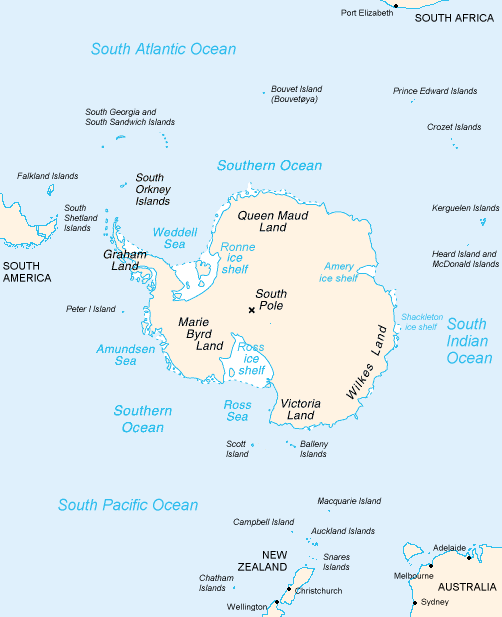

伊迪斯倫內地是南極洲的地區，西面是帕爾默地和埃爾斯沃思地，南面是伊利沙伯女皇地，東面是科茨地，以美國探險隊長芬恩·龙尼的妻子伊迪丝·龙尼命名。
78°30′S 61°00′W / 78.500°S 61.000°W